# Den digitala salongen
Den digitala salongen var ett svenskt projekt som drevs 1994–2001. Syftet med projektet var att underlätta för verksamheter inom framför allt kultur och humaniora att ta till sig möjligheterna med IT.
Initiativtagare och "motor" i Den digitala salongen var Alexander Rudenstam. Verksamheten finansierades av KK-stiftelsen, Nutek, regeringen och projektdeltagare (t.ex. Utbildningsradion, Norstedts förlag, museer och bibliotek runt om i Sverige). Ett 100-tal verksamheter i landet mötte de möjligheter som www ger via sina deltaganden i Den digitala salongens olika projekt.